# Museum Ledge
Museum Ledge är en bergstopp i Antarktis. Den ligger i Västantarktis. Inget land gör anspråk på området. Toppen på Museum Ledge är 25 meter över havet.
Terrängen runt Museum Ledge är huvudsakligen lite bergig. Trakten är obefolkad. Det finns inga samhällen i närheten. 